# Pillnitz
Pillnitz è un ex villaggio che divenne poi parte del comune di Dresda venendo trasformato in un suo distretto. Situato ad est della città, è noto per la presenza del castello di Pillnitz e per essere stato teatro della Dichiarazione di Pillnitz.